# 사인의 공법행위
사인(私人)의 공법행위는 행정법 관계에서 사인의 행위 가운데 공법적 효과의 발생을 목적으로 하는 법률행위를 말한다. 대표적인 예시로, 출생신고, 혼인신고, 인 · 허가신청이 있다. 
사인의 공법행위에는 공정력 · 확정력 · 자력집행력 등이 인정되지 않는다.
사인에게 당해 행위에 대한 신청권이 없는 경우, 행정청은 사인의 신청에 대하여 법적인 처리의무는 없다.  사인의 공법행위에 적용할 법규정이 없는 경우에는 민법 상의 법원칙, 의사표시나 법률행위에 관한 규정을 원칙상 적용할 수 있다.

##### 종류
- 자체완성적 공법행위: 사인의 어떠한 행위가 그 행위자체만으로 일정한 법적 효과를 가져올 때, 이를 자체완성적 사인의 공법행위라 한다.
- 행정요건적 공법행위: 사인의 어떠한 행위가 특정행위의 전제요건을 구성하기도 하는 바, 이를 행정요건적 공법행위라고 한다. (예: 특허신청, 청원, 행정심판제기), 수리를 요하는 신고에 있어서 수리는 그 자체가 독립적인 행정행위의 하나이므로, 그 신고는 행정요건적 사인의 공법행위에 해당한다.

##### 요건
사인의 행위가 완전히 성립하여 그 효력을 발생하기 위하여는
1. 주체에 관한 요건으로서 사인의 행위는 행정법상의 권리능력 및 의사능력과 행위능력을 가진 자에 의하여 행하여져야 한다.
2. 내용에 관한 요건으로서 사인의 행위는 가능하고, 확정적이며 동시에 적법하여야 한다.
3. 법이 절차와 형식을 규정하고 있을 때에는 이들 절차를 밟고 형식을 갖추어야 한다.

##### 적용법규
사인의 공법행위에 관한 일반법은 없으며, 다수의 개별법에서 규정을 두고 있다. 특별한 규정이 없는 경우에는 성질에 반하지 않는 한 민법의 법률행위에 관한 규정이 유추적용될 수 있다.
부관(附款)
행정법관계의 명확성과 신속한 확정을 위하여 사인의 공법행위에는 특별한 규정이 없는 한 조건 · 기한 등의 부관을 붙일 수 없다.(통설)

##### 사인의 공법행위 효과
사인의 공법행위 중 자체완성적 공법행위는 사인의 공법행위로 효력이 발생하고 행정청의 별도의 조치가 필요 없다. 그런데 신청 등 일정한 행정요건적 공법행위에 대하여는 행정청에게 처리의무가 부과된다.

##### 사인의 공법행위의 하자와 행정행위의 효력
사인의 공법행위가 행정행위의 단순한 동기에 불과한 경우
사인의 공법행위의 하자는 행정행위의 효력에 아무런 영향을 미치지 않는다.

## 판례
- 행정청에 대한 신고는 일정한 법률사실 또는 법률관계에 관하여 관계행정청에 일방적으로 통고를 하는 것을 뜻하는 것으로서 법에 별도의 규정이 있거나 다른 특별한 사정이 없는 한 행정청에 대한 통고로서 그치는 것이고 그에 대한 행정청의 반사적 결정을 기다릴 필요가 없는 것이므로, 회사가 한 이 사건 변경신고서는 그 신고자체가 위법하거나 그 신고에 무효사유가 없는 한 이것이 경기도지사에게 제출하여 접수된 때에 신고가 있었다고 볼 것이고, 경기도지사의 수리행위가 있어야만 신고가 있었다고 볼 것은 아니며,위 시행령 제11조 제3항이 시,도지사는 이 신고를 받은 때에 그 이용료 또는 관람료가 심히 부당하다고 판단될 때에는 이를 조정하여야 한다고 규정하였다고 하여도 이는 신고 후의 조치를 규정한 것이라고 볼 것이고, 위 시행규칙 소정의 서식에 접수 - 검토, 조정 - 수리 - 통보로 되어 있는 것도 신고서의 접수 후의 처리절차를 규정한 것에 지나지 않는다고 볼 것이고, 시, 도지사가 신고서를 접수, 검토, 조정의 절차를 거쳐 수리하는 때에 비로소 신고가 있었다고 해석할 것은 아니다.[1]

- 구 건축법(1996. 12. 30. 법률 제5230호로 개정되기 전의 것) 제9조 제1항에 의하여 신고를 함으로써 건축허가를 받은 것으로 간주되는 경우에는 건축을 하고자 하는 자가 적법한 요건을 갖춘 신고만 하면 행정청의 수리행위 등 별다른 조치를 기다릴 필요 없이 건축을 할 수 있는 것이므로, 행정청이 위 신고를 수리한 행위가 건축주는 물론이고 제3자인 인근 토지 소유자나 주민들의 구체적인 권리 의무에 직접 변동을 초래하는 행정처분이라 할 수 없다.[2]